# Rząd Bonawentury Niemojowskiego
7 września 1831 roku prezesem Rządu Narodowego Królestwa Polskiego został Bonawentura Niemojowski. 23 września Sejm przyjął dymisję Niemojewskiego na ostatniej swojej sesji. Już jednak 24 września, wobec odmowy gen. Jana Nepomucena Umińskiego, który nie chciał przyjąć stanowiska wodza naczelnego połączonego z pełnią władzy cywilnej, Niemojewski ponownie został prezesem rządu. 26 września w Rypinie, opuszczający granice kraju rząd wydał odezwę, w której oświadczył, że rząd narodowy dłużej z godnością urzędować nie może. Odtąd cała władza cywilna spoczywała w rękach wodza naczelnego gen. Macieja Rybińskiego.
- Bonawentura Niemojowski – prezes
- Antoni Gliszczyński – minister spraw wewnętrznych i policji
- Teodor Morawski – minister spraw zagranicznych
- Franciszek Morawski – minister wojny
- Jan Olrych Szaniecki – minister sprawiedliwości
- Kajetan Garbiński – minister wyznań i oświecenia publicznego
- Leon Dembowski – minister skarbu
- Andrzej Antoni Plichta – sekretarz generalny, koordynator prac rządu